# متریک فورج (پنسیلوانیا)
متریک فورج (به انگلیسی: Martic Forge) یک منطقهٔ مسکونی در ایالات متحده آمریکا است که در شهرستان لنکستر، پنسیلوانیا قرار دارد. متریک فورج ۶۷٫۹۷ متر بالاتر از سطح دریا واقع شده‌است.